# Kamuning (Legok)
Kamuning is een bestuurslaag in het regentschap Tangerang van de provincie Banten, Indonesië. Kamuning telt 6912 inwoners (volkstelling 2010).